# Пётчинг
Пётчинг (нем. Pöttsching) — ярмарочная коммуна (нем. Marktgemeinde) в Австрии, в федеральной земле Бургенланд. 
Входит в состав округа Маттерсбург.  Население составляет 2804 человека (на 1 января 2007 года). Занимает площадь 24,6 км². Официальный код  —  10609.

## Политическая ситуация
Бургомистр коммуны — Херберт Гельбман (СДПА) по результатам выборов 2007 года.
Совет представителей коммуны (нем. Gemeinderat) состоит из 23 мест.
- СДПА занимает 14 мест.
- АНП занимает 8 мест.
- АПС занимает 1 место.